# Comune distrettuale di Pasvalys
Il comune distrettuale di Pasvalys è uno dei 60 comuni della Lituania, situato nella regione dell'Aukštaitija.